# Frederick John Robinson, 1:e viscount Goderich
Frederick John Robinson, 1:e earl av Ripon, född den 1 november 1782 i London, död den 28 januari 1859, mer känd som Lord Goderich, var en brittisk statsman. Han var son till  Thomas Robinson, 2:e baron Grantham och far till George Robinson, 1:e markis av Ripon. 
Robinson var Storbritanniens förhandlare (tillsammans med Henry Goulburn) i det Anglo-Amerikanska fördraget 1818, styrelseordförande i Brittiska Ostindiska Kompaniet 1843-1846 och premiärminister för torypartiet 1827-28.